# Амбермениль
Амбермени́ль (фр. Emberménil) — коммуна во французском департаменте Мёрт и Мозель региона Лотарингия. Относится к  кантону Бламон.	

## Географическое положение
Амбермениль расположен в 39 км к востоку от Нанси. Соседние коммуны: Ксус на севере, Лентре на востоке, Ланёввиль-о-Буа на юго-западе. На западе от коммуны находится большой лесной массив.

## История
- На территории коммуны имеются следы галло-романской культуры.
- Во время Первой мировой войн Эмбермениль находился рядом с французско-германской линией фронта и подвергся сильным разрушениям. До сих про в соседнем лесу находятся следы воронок, колючей проволоки и подземных переходов, использовавшихся немцами для укрытий и называвшихся укрытие Кронпринца.

## Демография
Население коммуны на 2010 год составляло 270 человек.
| 1962 | 1968 | 1975 | 1982 | 1990 | 1999 | 2010 |
| ---- | ---- | ---- | ---- | ---- | ---- | ---- |
| 155  | 129  | 118  | 178  | 232  | 215  | 270  |

## Достопримечательности
- Музей аббата Анри Грегуара (1750—1831), католического священника и видного деятеля Великой французской революции. Анри Грегуар был кюре Амбермениля в 1780—1781 годах и именно отсюда он был избран депутатом Генеральных штатов 1789 года.
- Военные укрепления 1914—1918 годов в лесу Парруа, называемые «укрытие Кронпринца».
- Памятная доска в честь павших американский солдат во время Второй мировой войны.